# Chimarra socia
Chimarra socia är en nattsländeart som beskrevs av Hagen 1861. Chimarra socia ingår i släktet Chimarra och familjen stengömmenattsländor. Inga underarter finns listade i Catalogue of Life.